# Brunneosphaerella jonkershoekensis
Brunneosphaerella jonkershoekensis är en svampart som först beskrevs av Marincowitz, M.J. Wingf. & Crous, och fick sitt nu gällande namn av Crous 2009. Brunneosphaerella jonkershoekensis ingår i släktet Brunneosphaerella och familjen Mycosphaerellaceae.   Inga underarter finns listade i Catalogue of Life.